# تنهوزر
تنهوزر (انگلیسی: Tannhäuser) اپرایی است از ریچارد واگنر، آهنگساز و مصنف اپرای شهیر آلمانی که در سال ۱۸۴۵ و در سه پرده تکمیل گردید. این اپرا بر اساس داستانی آلمانی مشهور به افسانهٔ تنهوزر ساخته شده است.
داستان حول مبارزه بین عشق مقدس و عشقی غیرمقدس می‌چرخد، همچنین موضوع رستگاری از طریق عشق، که در بیشتر آثار واگنر به چشم می‌خورد.